# Jetblue Airways
Jetblue Airways, av företaget skrivet JetBlue Airways, är ett amerikanskt lågprisflygbolag. De har sedan starten 2000 ökat kraftigt. Idag[när?] är Jetblue Airways ett av USA:s största lågprisbolag i konkurrens med Southwest Airlines. Jetblue Airways har framförallt tagit marknadsandelar på rutter mellan nordöstra USA och Florida. Idag har de sin största bas på John F. Kennedy International Airport (JFK) i Queens i New York. För närvarande håller de på att bygga en ny terminal på JFK.

## Flotta

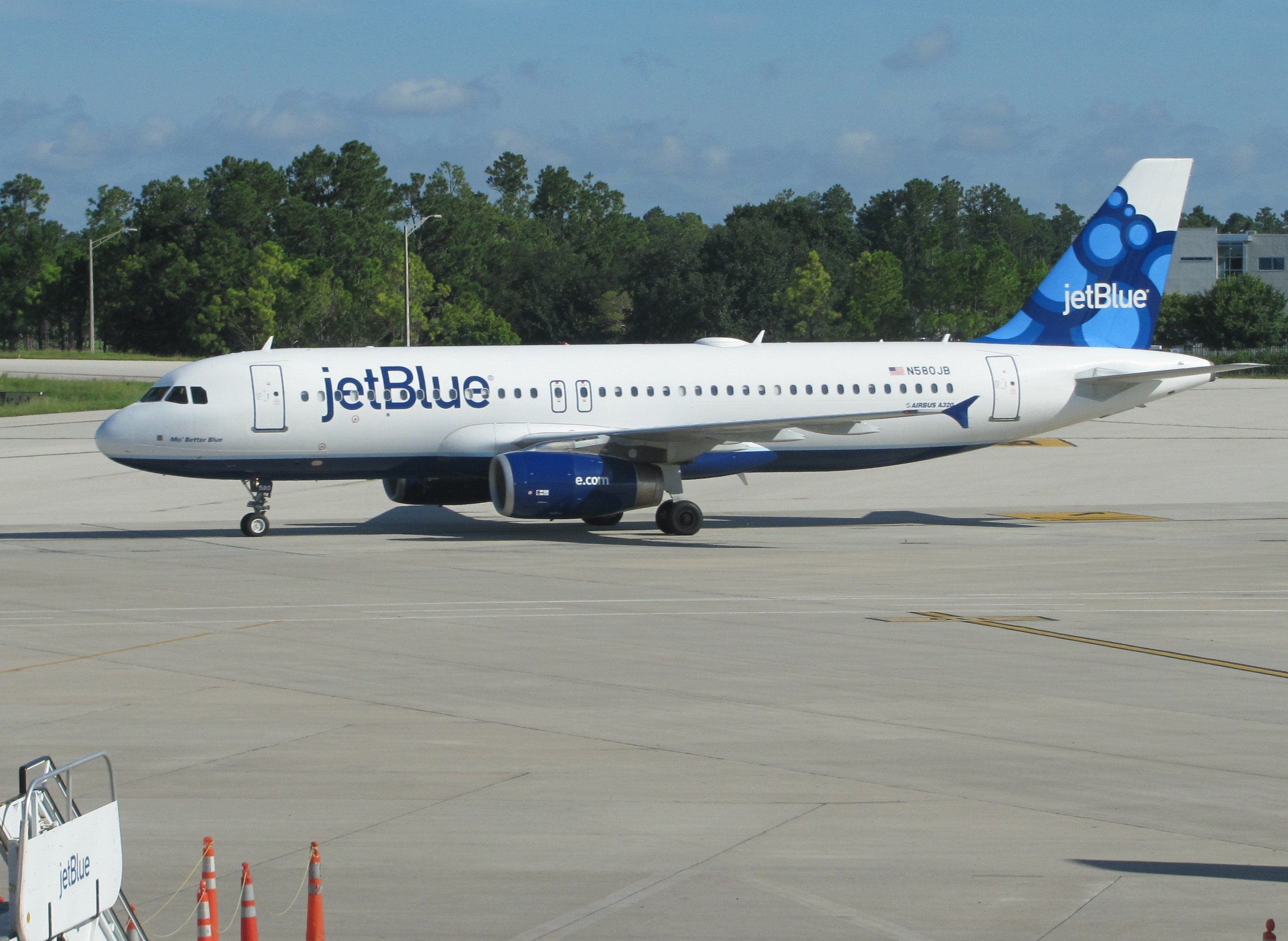